# Russelliana theresae
Russelliana theresae är en insektsart som beskrevs av Burckhardt 2008. Russelliana theresae ingår i släktet Russelliana och familjen rundbladloppor. Inga underarter finns listade i Catalogue of Life.